# Jorge Verstrynge
Jorge Verstrynge Rojas (Tánger, 22 de septiembre de 1948) es un expolítico, politólogo, y geopolítico hispano-francés. Ha sido profesor titular de la Facultad de Ciencias Políticas y Sociología de la Universidad Complutense de Madrid. Colabora habitualmente con la revista política El Viejo Topo y en varios programas de televisión de debate político.

## Biografía

### Infancia y formación
Jorge Verstrynge nació en Tánger el 22 de septiembre de 1948 con nacionalidad franco-española. Es hijo de madre española y de padre belga, Willy Verstrynge-Thalloen (seguidor del dirigente fascista belga Léon Degrelle durante la Segunda Guerra Mundial). Su juventud transcurrió en Francia y posteriormente se trasladó a España a cursar Ciencias Políticas y Sociología (especialidad en Estudios Internacionales) en la Universidad Complutense de Madrid, licenciándose en 1972. Doctor en Ciencias Políticas y Sociología por la Universidad Complutense de Madrid en 1976, con la tesis doctoral: Los efectos de la guerra en la sociedad industrial. Actualmente reside en Madrid y es profesor emérito en la Facultad de Ciencias Políticas y Sociología de la UCM.

### Trayectoria política
De adolescente sus ideas le acercaban al neofascismo francés a la vez que al nacional-bolchevismo, según confiesa en su libro Memorias de un maldito. Fue una «persona cercana» a la organización neonazi Círculo Español de Amigos de Europa, según César Vidal. Estuvo vinculado a los  Guerrilleros de Cristo Rey. Inicialmente fue admirador del ministro falangista José Antonio Girón. Alumno de Manuel Fraga (de quien dice que tal vez tenía un lado gaullista, populista y socialdemócrata) en la universidad, comenzó a colaborar con este en el Gabinete de Orientación y Documentación, que luego dio lugar a Reforma Democrática, siendo Verstrynge uno de los fundadores; Reforma Democrática sería uno de los embriones de la posterior Alianza Popular (AP). Fue también dentro de Alianza Popular uno de los promotores del Club del Sable. Fue diputado nacional por AP entre 1982 y 1989 y secretario general de esta entre 1979 y 1986, aunque con anterioridad había ocupado la Secretaría de Acción Territorial (1976-1978) y la Secretaría de Organización (1978-1979). En 1983 publicó Madrid, mi desafío.
Cabeza de lista de la coalición entre Alianza Popular, el Partido Demócrata Popular y la Unión Liberal (AP-PDP-UL) de cara a las elecciones municipales de mayo de 1983 en Madrid, la candidatura obtuvo en los comicios 11 puntos porcentuales menos que la candidatura del PSOE encabezada por Enrique Tierno, que consiguió la mayoría absoluta. Verstrynge prefirió continuar como diputado.

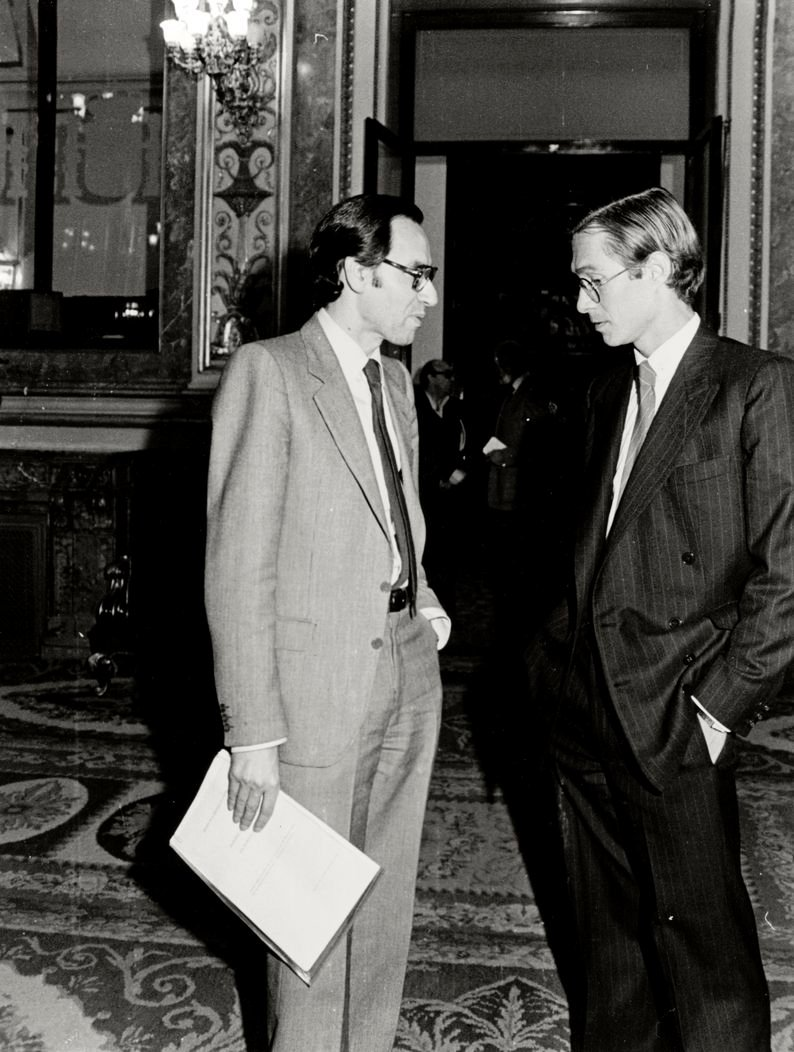
Departiendo con Alfonso Guerra en 1982

Con el tiempo su similitud con la izquierda es cada vez más evidente sobre todo en lo económico y lo social y también su contrariedad con su partido y Fraga, en lo interno y externo, acabando con su enfrentamiento con Fraga el 1 de septiembre de 1986, cuando se ve obligado a dimitir. Ido de Alianza Popular funda su propio partido, Renovación Democrática, que se integra en el Grupo Mixto del Congreso.

Recuerdo que una vez una señora se acercó a mí y me dijo “Ay, ¿por qué no se quedó usted? Hubiera sido presidente en lugar de Aznar”. Yo me eché a reír, y Mercedes Revuelta, mi mujer actual, dijo: “Mire, señora, si Verstrynge llega a ser presidente habría nacionalizado la banca, las compañías de seguros, las autopistas… y al cabo de tres meses le habrían puesto una bomba debajo del coche” (risas). Eso me traslada del neofascismo a una cosa poco conocida en España llamada nacional-bolchevismo: “No es posible una revolución socialista si el país no es independiente de todo lazo económico”. Jorge Verstrynge

En octubre de 1987, se rumoreó su pase a Centro Democrático y Social (CDS) de Adolfo Suárez, pero finalmente en mayo de 1988 solicita su ingreso en el PSOE, siendo admitido finalmente en 1993. Acabó dándose de baja de este debido del apoyo del mismo a las guerras yugoslavas y a la Guerra del Golfo. Posteriormente fue asesor político del Partido Comunista de España (PCE) e Izquierda Unida. De su Secretario General, Francisco Frutos, dijo que lo consideraba «un político sincero e inteligente».

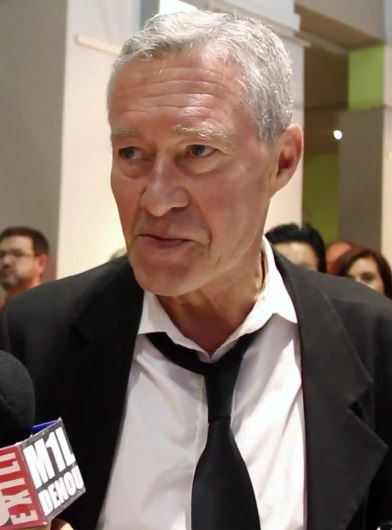
Verstrynge en 2013

En 1999 publicó una autobiografía titulada Memorias de un maldito, en las que a pesar de su «sinceridad» se le critica por estar estas memorias «lastradas por un subjetivismo» caracterizado «por una radical actitud antisistema». En mayo de 2012 fue uno de los desalojados por la Policía Nacional de un centro social okupado en Madrid. En marzo de 2013 participó en un escrache convocado por la Plataforma de Afectados por la Hipoteca (PAH) frente al domicilio personal de la vicepresidenta del Gobierno Soraya Sáenz de Santamaría, del Partido Popular. Finalmente, un juez de Madrid archiva la querella al no ver delito en el escrache realizado en el domicilio de la vicepresidenta. En 2013 publicó Contra quiénes luchar, obra a la cual Jon Juaristi tachó de «panfleto revolucionario de autoayuda» y «tesina floja con acumulación de citas».
En 2014 se suma, apoyado por el portavoz Pablo Iglesias, a la iniciativa Podemos, en parte gestada en las aulas de la facultad donde imparte clases, sin la intención de formar parte de las listas electorales para las elecciones al Parlamento Europeo. Sin embargo, su intervención en ponencias de esta formación es mal vista por algunos de los círculos, que lo tachan de «xenófobo» debido a su oposición a la inmigración masiva y a sus simpatías hacia el Frente Nacional de Marine Le Pen (a quien califica de gaullista y niega que sea fascista o de extrema derecha) por lo que pasa a un segundo plano dentro de esta formación. A inicios de 2016 colaboró con el partido en la redacción de un documento de investidura para la formación de Gobierno.
En 2017 la Audiencia Provincial de Madrid lo absolvió del delito de atentado a la autoridad y de lesiones por la supuesta agresión a un policía nacional durante la concentración convocada por la Coordinadora 25-S en la Puerta del Sol de Madrid en favor de la República, coincidiendo con la proclamación del rey Felipe VI en junio de 2014.

### Vida académica
Tras su primera retirada de la vida política, retomó su actividad docente consiguiendo una plaza de profesor titular de la Facultad de Ciencias Políticas y Sociología (Universidad Complutense de Madrid). También ha sido profesor de la Universidad Europea de Madrid, profesor de la Universidad San Pablo CEU, profesor visitante de numerosas universidades extranjeras como de la Universidad Nacional Autonóma de México, Instituto Tecnológico y de Estudios Superiores de Monterrey (México), Unifacs de Salvador de Bahía, el Instituto de Altos Estudios de la Defensa Nacional de la República Bolivariana de Venezuela, etc; y profesor de numerosos máster. Participó en la Fundación de Investigaciones Marxistas y el Grupo Investigador THEORIA-Proyecto Crítico de Ciencias Sociales y fue profesor de "Sistemas Políticos Comparados" en la Facultad de Ciencias Políticas de la Universidad Complutense de Madrid. Impartió un curso de Liderazgo con Universidad 2015 Asociación para la Formación en el Centro de Estudios de la Gestión de la Universidad Complutense de Madrid.

## Pensamiento
Se declara proteccionista, estatalista, y admirador de De Gaulle («el último gran resistente de verdad al imperio americano»), Robespierre, y Hugo Chávez: «el propio De Gaulle afirmaba que hay que ir a un sistema de economía dirigida. Que el sistema capitalista no funciona, que el sistema comunista no convence, y hay que ir a un sistema de economía dirigida donde los intereses del Estado y sus ciudadanos deben estar por encima de todos los trust habidos y por haber». Se muestra contrario a la izquierda altermundialista: «no me gusta nada; parte de que la mundialización es buena, cuando yo creo que esta es mala y punto». Aunque es afín a las ideas económicas proteccionistas de Le Monde Diplomatique no está de acuerdo con su tercermundismo. Otros autores ven en su pensamiento influencias de la «Nouvelle Droite» francesa, en especial de Alain de Benoist.
Consistente con esto es contrario a las fronteras abiertas y la inmigración descontrolada, ya que entiende que son usadas por el capital para 1º suprimir salarios, afectando a naturales y primero a recién llegados generando constante inestabilidad en obreros y destruyendo así el mercado interno por la aminoración de la demanda interna y la supresión de los precios que afecta más a los pequeños comerciantes; y 2º captar la riqueza humana de otros pueblos que pierden número para uso por otros estados y empresas de ellos. En 2007 con Gema y Rubén Sánchez Medero da el informe Inmigración, capitalismo, proteccionismo e identidad: El caso español.

El ideal de los anglosajones, que no ganan la guerra militarmente en 1945, pero sí económicamente con la caída del muro de Berlín, es ir a un gran mercado mundial: el proceso de mundialización: libertad de circulación de mercancías total, libertad de circulación de capitales también total y libertad de circulación de personas no total, pero casi total, a partir del momento en que a la inmigración puedes sumarle las deslocalizaciones.

Así, el gobierno español tiene que ponerse a competir con el gobierno malayo. Pero claro, la diferencia de salario que cobra el obrero malayo no es intercontinental, es interplanetaria. La diferencia es tan grande que jamás el obrero español podrá competir con el obrero malayo. Antes, cuando se producían ese tipo de situaciones podías defender tus fronteras. Ahora no, porque la UE es el espacio más abierto del planeta. O podías devaluar, pero ahora no, porque tú frente al euro no puedes devaluar porque no tienes moneda propia y al euro tampoco le da la gana devaluar.
Así, no hay forma de corregir ese desequilibrio salarial mediante una devaluación, por lo que han hecho una devaluación interna, bajando los salarios. Primero, importando mano de obra barata inmigrante evidentemente tira los salarios a la baja. Motivo por el cual ninguna patronal está en contra de la inmigración, ni de la inmigración ilegal, que les viene maravillosamente bien. A quien no le viene bien es al obrero español que sufre dentro de sus propias fronteras una competencia que no es exactamente la del malayo, pero que tira los salarios a la baja. Además de los salarios monetarios, también se tiran los salarios en especie: sanidad, educación… para que el obrero español cueste menos y pueda rivalizar con el obrero malayo. El resultado de esto es contracción de la demanda porque la masa salarial desciende: hay menos salarios pagados y lógicamente hay menos demanda porque la gente tiene menos dinero para comprar.

Ahora bien, el sistema capitalista funciona sobre la ley de la realización, que detectó muy bien Marx, Si yo fabrico este mechero, no me da ningún beneficio hasta que no lo venda, alguien me lo compre y me lo pague. De esta forma, el consumo es esencial. Si no hay consumo, el sistema peta. Como hay que seguir incitando a la gente a consumir y además la gente lo necesita para cubrir sus necesidades, se les dijo: “pues endéudate, cabrón”. Y ahí empieza la pirámide. No es una crisis financiera, es una crisis de librecambio enloquecido y donde los bancos han hecho lo que les ha dado la gana. Ahí, la responsabilidad de los políticos es abismal, evidentemente.

Habló que la asimilación anterior en Francia, conversión del extranjero en francés, era mejor que la moderna integración, en Francia desde Lionel Jospin, que es más barata al estado y no liga al extranjero y generó la hodierna Francia en que una parte no se siente ni del pueblo francés ni de su pueblo de origen sino musulmán. "De Gaulle decía que se puede asimilar a los individuos, pero no a pueblos enteros. La cuantía es tal que Francia ahora está al borde de la guerra civil. [...] Hay barrios en París en los que la gente te dice: ‘esto es la guerra’. Los franceses los llaman «zonas de no derecho» porque no rige la ley. A partir de las 7 de la tarde no entran ni policías, ni bomberos ni ambulancias."
Sobre el crecimiento de Vox y otros partidos de derecha, en diciembre de 2018 dijo:

La extrema derecha prohíbe partidos políticos, cosa que el populismo no hace. El populismo es el heredero directo de Jean-Jacques Rousseau, sea populismo de izquierdas o de derechas. Desde 1945 se ha instaurado un sistema, que es el parlamentario liberal. [...] Yo a Vox no le considero extrema derecha, sino populismo. Los partidos populistas son partidos cuya esencia es que el pueblo "es Dios en su país" [cita del índice de su libro]. No es fascismo, no es extrema derecha y no es autoritarismo. No es racismo, ni tampoco comunismo. Desde luego, no es izquierda ni derecha "de gobierno". Lo que pasa es que los países son diferentes. Marine Le Pen es populismo, si se quiere de derechas, pero estatalista y es contraria a la mundialización. También es partidaria de un grado elevado de reparto social. Vox es populismo "a la española". España tiene una maldición, se llama Iglesia Católica. Por eso en Vox son contrarios al aborto o al divorcio y en el Frente Nacional no. Francia es un país laico de verdad. En Vox no se parecen ni a Alternativa para Alemania, ni a Matteo Salvini tampoco.

En octubre de 2021 habló:

La historia le está pasando a la izquierda europea la factura de cobro por sus errores. El primer error, y el más grave, haber jugado las cartas de la mundialización, con una política migratoria absurda y que permitió la entrada de miles de obreros de fuera que hundieron en la miseria a la clase obrera francesa. Si los partidos socialistas y los partidos comunistas hubieran defendido a la clase obrera expuesta a esas amenazas, nunca se habrían hundido. El Partido Socialista en Francia, y aquí también, se dedica a las minorías, como los homosexuales, emigrantes y otros colectivos, mientras que la clase obrera francesa queda fuera de su radar, se queda sin que nadie defienda sus derechos. El proceso que sigue es que ese voto obrero acaba en manos de la extrema derecha, en el Frente Nacional de Le Pen, que es, todo hay que decirlo, el primer partido obrero de Francia. La izquierda está cosechando lo que sembró fruto de sus incongruencias".

Su visión federal de España ha sido influida por el libro España como problema de Pedro Laín Entralgo.
Ha criticado a la izquierda liberal libertaria.[cita requerida]
Entiende que Estados Unidos ha muerto como hiperpotencia, aunque no como potencia: «EE.UU. ya no es ni un modelo ideológico, ni es un modelo económico (la crisis financiera americana es brutal, no puede devolver su deuda [en 2013]). El problema es ¿qué contramodelos tienes? Está el modelo chavista, y Europa no está por esa vía por el momento. El segundo es el modelo islámico, inaplicable en Europa. El último es el modelo chino, que no es alternativo. Tiene que surgir otro modelo alternativo, y cuando surja, EE.UU. ya no será la potencia principal».
Se muestra crítico con Estados Unidos, país al que acusa de no haber sido nunca una democracia:

Es que lo que pasa en Guantánamo solo es increíble para aquellos que creían que EE.UU. era un país democrático, y jamás ha sido un país democrático. Jamás en la historia. EE.UU. ha sido un depredador desde que existe. Y un depredador además en nombre WASP, que iba allí a hacerse un imperio. Pero a diferencia de Hitler, que en la Segunda Guerra Mundial la pierde, ellos no la pierden y siguen.

El historiador italiano Steven Forti lo sitúa como uno de los defensores de posiciones rojipardas, es decir, con valores de derecha e ideas de izquierda .

### Guerra asimétrica, musulmanes militantes y América
En enero de 2005 se publica su libro La guerra periférica y el islam revolucionario. Orígenes, reglas y ética de la guerra asimétrica; en abril fue invitado al Foro Militar sobre Guerra de Cuarta Generación y Conflicto Asimétrico, realizado en la Academia Militar de Venezuela; en mayo el Ejército venezolano publica una edición especial de bolsillo y 30.000 ejemplares son dados entre generales, jefes y oficiales de la Fuerza Armada Nacional (FAN) de Venezuela. Entre las razones de su publicación por el Ejército su uso en el Instituto de Altos Estudios de la Defensa Nacional. Esta recepción es «probablemente, porque el autor revaloriza a la guerra asimétrica como una opción altamente eficiente para que actores débiles logren vencer a enemigos infinitamente más poderosos». Si Verstrynge y Raúl Isaías Baduel indicaran que la doctrina de guerra asimétrica de Chávez visara el modo de guerra del sudeste asiático, regiones musulmanas y la intelligentsia norteamericana, «Chávez y diversos autores venezolanos sostienen lo contrario e indican que la guerra asimétrica en esa nación constituye una manifestación de soberanía con fuertes raíces en la historia local».
A causa de esto el autor tiene prohibida la entrada en los Estados Unidos.
En febrero de 2012 en el subcomité de Hemisferio Oeste, Cuerpos de Paz y Aferes Globales de Narcóticos del Senado de los Estados Unidos Douglas Farah dio su testimonio en que: el venezolano Ilich Ramírez Sánchez (autor del libro homónimo L'islam révolutionnaire, 2003), públicamente preciado y querido por Chávez como "amigo", "verdadero revolucionario" y "distinguido compatriota", fue de los primeros en articular la posible fusión del pensamiento shií con las aspiraciones marxistas de destruir el capitalismo y la hegemonía americana; el libro de Verstrynge, una continuación y exploración de las ideas de Ilich Ramírez, incluyendo el uso de armas biológicas y nucleares, fue adoptado por Chávez como su doctrina militar; en Univision dijo que su modelo es modelado en Hezbollah; la doctrina militar de guerra asimétrica de la revolución bolivariana, oficial en Venezuela, se esparcía rápidamente a Bolivia, Nicaragua y Ecuador mientras Hezbollah crecía en el continente; copias del libro de Verstrynge fueron halladas en campamentos de las FARC en 2011 por primera vez.

## Vida privada
Es padre de Lilith Verstrynge, nombrada secretaria de organización de Podemos en junio de 2021.
A pesar de las diferencias ideológicas era amigo de Sánchez Dragó.

## Obra
- Una sociedad para la guerra. Los efectos de la guerra en la sociedad industrial. Centro de Investigaciones Sociológicas. Madrid, 1978.[44]
- Entre la cultura y el hombre, Autor Editor 3, Madrid, 1981.[45]
- La normalización democrática, Alianza Popular, Madrid, 1982.
- Madrid, mi desafío, Editorial El Burgo, Madrid, 1983.[9]
- Una sociedad para la Guerra. Los efectos de la guerra en la sociedad industrial, Centro de Investigaciones Sociológicas, Madrid, 1988.
- El sueño eurosiberiano. Ensayo sobre el futuro de Europa, ed. UCM, Madrid, 1992.
- Los nuevos bárbaros: centro y periferia en la política de hoy, Grijalbo, Barcelona, 1997.[46]
- Elogios, El Viejo Topo, Mataró, 1998.
- Memorias de un maldito (autobiografía),[16] Grijalbo, Barcelona, 1999.[46]
- Sobre el poder del pueblo, El Viejo Topo, Mataró, 2000.
- R: Rebeldes, revolucionarios y refractarios: ensayo sobre la disidencia, ed. El Viejo Topo, Mataró, 2002.
- La guerra periférica y el islam revolucionario. Orígenes, reglas y ética de la guerra asimétrica, El Viejo Topo, Mataró, 2005.[39][47]
- Frente al Imperio: Guerra Asimétrica y Guerra Total', Foca, Madrid, 2007.
- Proteccionismo y Economía de Gran Espacio", El Viejo Topo, 2009
- ¡Viva la desobediencia! Elogio del refractario, Ediciones Península, Madrid, 2011.
- Contra quiénes luchar, Ediciones Península, Madrid, 2013.[20]
- Diario de la Rebelión.Transitando por la crisis, El Viejo Topo, Mataró, 2014.
- Populismo. El veto de los pueblos, El Viejo Topo, Mataró, 2017.